# Hani Mahmassani
Hani S. Mahmassani (6. Januar 1956–15. Juli 2025 in Chicago) war ein libanesisch-US-amerikanischer Verkehrswissenschaftler und Hochschullehrer, der zuletzt den William A. Patterson Distinguished Chair in Transportation an der Northwestern University bekleidete. Seit Oktober 2008 leitete er das Northwestern University Transportation Center.

## Leben
Mahmassani erwarb 1976 den Bachelor of Science in Bauingenieurwesen an der University of Houston, 1978 den Master of Science an der Purdue University und 1982 den Ph.D. in Transportation Systems am Massachusetts Institute of Technology. Unmittelbar danach wurde er Assistant Professor an der University of Texas at Austin, wo er bis 2002 verschiedene Professuren und Leitungsfunktionen innehatte. Von 2002 bis 2007 wirkte er als Charles Irish Sr. Chair in Civil and Environmental Engineering an der University of Maryland und leitete dort das Maryland Transportation Initiative. Im Herbst 2007 wechselte er an die Northwestern University, wo er bis zu seinem Tod forschte und lehrte. 2021 wurde er in die National Academy of Engineering gewählt. 2023 erhielt er den Robert-Herman-Lifetime-Achievement-Award der INFORMS Transportation Science & Logistics Society. Ein Jahr später wurde er als einer von zwölf Wissenschaftlern in die Klasse der INFORMS Fellows 2024 aufgenommen. Mahmassani verstarb 2025 nach einem plötzlichen Herzstillstand im Northwestern Memorial Hospital.

## Wirken
Mahmassanis Forschungsschwerpunkte umfassten multimodale Verkehrssysteme, dynamische Netzmodellierung und -optimierung, intelligente Verkehrssysteme sowie das Verhalten von Verkehrsnutzern. Besonderes Ansehen erlangte er durch die Entwicklung der DYNASMART-Modellfamilie für die dynamische Verkehrszuweisung, die 2010 mit dem IEEE Outstanding ITS Application Award gewürdigt wurde. Von 2002 bis 2008 prägte er als Editor-in-Chief der Fachzeitschrift Transportation Science  die internationale Diskussion in der Verkehrs- und Logistikforschung. Während seiner Laufbahn betreute er mehr als 75 Promotionen und förderte damit eine neue Generation von Verkehrswissenschaftlerinnen und -wissenschaftlern. Als Leiter des Northwestern University Transportation Center baute er Brücken zwischen Wissenschaft, Industrie und Politik und war ein gefragter Berater für öffentliche und private Akteure im In- und Ausland.